# 特洛伊鎮區 (明尼蘇達州派普斯通縣)
特洛伊鎮區（英語：Troy Township）是位於美國明尼蘇達州派普斯通縣的一個行政鎮區。

## 歷史
特洛伊鎮區於1879年設立，得名自紐約州的特洛伊。

## 地方資料
特洛伊鎮區的面積為113.02平方千米，當中陸地面積為112.81平方千米，而水域面積為0.21平方千米。根據2020年美國人口普查的數據，當地共有人口245人，而人口密度為每平方千米2.17人。